# Liga Chaqueña de Fútbol
La Liga Chaqueña de Fútbol es una de las ligas regionales de fútbol en Argentina que agrupa a los equipos de fútbol del Gran Resistencia. Está constituida por dos divisiones: la Primera División "A" y la Primera División "B" siendo los más destacados el Club Atlético Chaco For Ever, el Club Atlético Sarmiento y el Don Orione Atletic Club. Dichos equipos son presentados por clubes, asociaciones civiles sin fines de lucro. Es una de las ligas integrantes de la Federación Chaqueña de Fútbol, que nuclea a todas las ligas de la provincia del Chaco, y que además organiza desde 2004 el Torneo Federativo.

## Sede
Tiene su sede en Brown 227, Resistencia, Provincia del Chaco, Argentina.

## Torneos
Históricamente los torneos fueron del formato a dos ruedas dentro del año calendario, desde su primera temporada allá por 1925 hasta 1994. Luego desde 1995 hasta 2013, con la excepción de 1998, se disputaron dos torneos (Apertura y Clausura) por temporada, los cuales consagraba a cada campeón, para luego disputar una final anual que consagraba finalmente al campeón oficial de la temporada. Luego desde 2014 hasta 2019, con distintos formatos de competencia, se ha coronado un solo campeón por temporada. La excepción de 1998 fue por las inundaciones que afectaban al Chaco y la región del NEA que obligaban a retrasar mucho el inicio del torneo que finalmente se decidió acortarlo para consagrar a un único campeón.
Luego de un 2020 sin competencia por motivo de la pandemia de COVID-19 y su posterior cuarentena a nivel nacional, a partir de 2021 se vuelve al formato implementado entre 1995 y 2013, el cual consiste en dos torneos (Apertura y Clausura) los cuales consagrarán un campeón cada uno, los que se clasificarán además al Torneo Regional Federal Amateur, y jugarán la final de la temporada que consagrará al campeón del año (Torneo Oficial).
En caso de que el campeón sea el mismo (Apertura y Clausura), el otro elenco que jugará el Regional Amateur será el que más puntos sume en la tabla general, naturalmente excluyendo al que obtenga ambos títulos en la temporada.

## Selección de la Liga
Un combinado con los mejores jugadores de la liga disputó los Campeonatos Argentinos de Selecciones de Liga, consagrándose campeón en 1968.
Este combinado ha disputado otros encuentros amistosos, como el jugado contra Club Atlético Boca Juniors en 2015 en los festejos del título obtenido por el club xeneize.
Este partido se disputó el 27 de noviembre de 2015 en el Estadio Centenario del Club Atlético Sarmiento donde el equipo xeneize se impuso por 3 a 2.
Los goles del xeneize fueron convertidos por Andréz Chávez, en dos ocasiones y Marcelo Meli, los goles del conjunto chaqueño los hicieron Pablo Plutt y Daniel Liva.
El conjunto chaqueño estuvo dirigido por los técnicos de Chaco For Ever; Osvaldo "Tatu" Gómez y el de Sarmiento; Raúl Erick Acosta, ese día el equipo formó de la siguiente manera: Emilio Rébora; Ramiro Domínguez, David Romero, Paulo Killer, Federico López; Mauro Chaulet, Alfredo Barlessi, Jonathan Vera, Hugo Brizuela; Gonzalo Cañete y Julio Cáceres. Participaron del encuentro en el combinado chaqueño Aldo Visconti y Juan Manuel Torres.

## Primera División "A": Equipos participantes (2025)
| Equipo                                       | Ciudad          | Fundación  | Estadio                         | Capacidad |
| -------------------------------------------- | --------------- | ---------- | ------------------------------- | --------- |
| Club Bancarios Resistencia                   | Resistencia     | 20/04/1958 | El Gigante del Parque Autódromo | 1.000     |
| Club Atlético Central Benítez                | Colonia Benítez | 13/11/1952 | C.A. Central Benítez            | 1.000     |
| Club Atlético Central Norte Argentino        | Resistencia     | 17/10/1926 | "El Coqueto de las Avenidas"    | 5.000     |
| Club Atlético Chaco For Ever                 | Resistencia     | 27/07/1913 | Juan Alberto García             | 25.000    |
| Club de la Universidad del Nordeste (CUNE)   | Resistencia     | 22/08/1968 | No tiene                        | -         |
| Club Atlético Defensores de Vilelas          | Puerto Vilelas  | 14/11/1952 | Pedro "Poroto" Álvarez          | 1.300     |
| Club Social Cultural Deportivo Itatí         | Resistencia     | 11/12/1992 | No tiene                        | -         |
| Club Deportivo Luján                         | Resistencia     | 08/01/2008 | Claudio Jeremías Echeverri      | 1.000     |
| Club Deportivo Policiales                    | Resistencia     | 19/02/2009 | No tiene                        | -         |
| Don Orione Atletic Club                      | Barranqueras    | 02/06/1946 | Dr. Pedro Biolchi               | 6.000     |
| Club Atlético Estudiantes                    | Resistencia     | 25/06/1932 | "La Caldera"                    | 2.000     |
| Club Social y Deportivo Fontana              | Fontana         | 14/01/1940 | C.S. y D. Fontana               | 3.500     |
| Club Atlético Independiente Tirol            | Puerto Tirol    | 30/09/1928 | C.A. Independiente Tirol        | 2.000     |
| Club Atlético Juventud                       | Puerto Tirol    | 13/02/1942 | "El Coloso"                     | 1.500     |
| Club Social Deportivo Municipal              | Margarita Belén | 03/07/2021 | C.S.D. Municipal                | 1.000     |
| Club Nacional José María Paz                 | Resistencia     | 24/05/1998 | No tiene                        | -         |
| Club Atlético Regional                       | Resistencia     | 12/10/1933 | C.A. Regional                   | 2.000     |
| Club Atlético Resistencia Central            | Resistencia     | 12/06/1918 | Eduardo Baltazar Colombo        | 1.500     |
| Club Social, Cultural y Deportivo San Martín | Margarita Belén | 21/09/1932 | C.S.C. y D. San Martín          | 2.000     |
| Club Atlético Sarmiento                      | Resistencia     | 24/09/1910 | Centenario                      | 25.000    |
| Tiro Fútbol Club                             | Resistencia     | 25/02/2007 | No tiene                        | -         |
| Club Atlético Villa Alvear                   | Resistencia     | 23/01/1941 | Eleuterio "Coco" Lucas          | 2.000     |

## Primera División "B": Equipos participantes (2025)
| Equipo                                  | Ciudad       | Fundación  | Estadio                                | Capacidad |
| --------------------------------------- | ------------ | ---------- | -------------------------------------- | --------- |
| Fútbol Club Barberán                    | Resistencia  | 05/03/2013 | No tiene                               | -         |
| Bariloche Fútbol Club                   | Resistencia  | 29/03/2006 | No tiene                               | -         |
| Club Deportivo Social Camioneros Chaco  | Resistencia  | 23/03/2022 | C.D.S. Camioneros Chaco                | 500       |
| Club Atlético Canallas del Sur          | Resistencia  | 14/01/2006 | C.A. Canallas del Sur                  | 500       |
| Centauro Fútbol Club                    | Resistencia  | 27/02/2003 | No tiene                               | -         |
| Asociación Civil Deportiva Chaco Hebrón | Resistencia  | 23/11/2010 | A.C.D. Chaco Hebrón                    | 1.000     |
| Club Empleados de Comercio Resistencia  | Resistencia  | 17/10/2016 | Club Empleados de Comercio Resistencia | 500       |
| Confraternidad Fútbol Club              | Barranqueras | 04/04/2004 | No tiene                               | -         |
| Club Deportivo Banfield                 | Resistencia  | 23/08/2012 | No tiene                               | -         |
| Club Deportivo Barberán                 | Resistencia  | 15/06/2010 | No tiene                               | -         |
| Club Social y Deportivo Esperanza       | Fontana      | 31/03/2006 | No tiene                               | -         |
| Club Social y Deportivo Güiraldes       | Resistencia  | 22/02/2008 | No tiene                               | -         |
| Club Social y Deportivo Líricos         | Resistencia  | 16/09/2015 | No tiene                               | -         |
| Club Social y Deportivo Zona Sur        | Resistencia  | 29/10/2010 | No tiene                               | -         |
| Club Deportivo Dios es Fiel             | Resistencia  | 18/06/2004 | No tiene                               | -         |
| Club Social y Deportivo Los Dogos FC    | Resistencia  | 10/04/2019 | No tiene                               | -         |
| Club Atlético Municipales               | Resistencia  | 28/10/1941 | No tiene                               | -         |
| Club Parque Patricios                   | Resistencia  | 06/03/2005 | No tiene                               | -         |
| Club Deportivo SAMEEP                   | Resistencia  | 17/12/2008 | No tiene                               | -         |
| Club Atlético San Fernando              | Resistencia  | 15/06/1943 | C.A. San Fernando                      | 2.000     |
| Club Unión del Sur                      | Resistencia  | 16/10/2019 | C. Unión del Sur                       | 500       |
| Club Social y Deportivo UPCP            | Resistencia  | 24/07/1990 | No tiene                               | -         |
| Club Atlético Vélez Sarsfield Libertad  | Resistencia  | 14/07/1945 | C.A. Vélez Sarsfield Libertad          | 1.500     |

## Otros clubes

### Participantes de Divisiones Inferiores y/o Femenino
| Equipo                                            | Ciudad       | Fundación  | Estadio            |
| ------------------------------------------------- | ------------ | ---------- | ------------------ |
| Club Atlético Atlas del Sur                       | Resistencia  | 10/06/2010 | C.A. Atlas del Sur |
| Club Barrio Parque Independencia                  | Resistencia  | 10/05/1970 | No tiene           |
| Chaco Fútbol Club                                 | Resistencia  | 15/02/2009 | No tiene           |
| Club Deportivo Anunciación                        | Fontana      | 25/11/2019 | No tiene           |
| Club Social y Deportivo Tirol Unido               | Puerto Tirol | 01/07/2021 | No tiene           |
| El Expreso Fútbol Club                            | Fontana      | 01/12/2018 | No tiene           |
| Club de la Escuela Deportiva Municipal de Fontana | Fontana      | 14/03/2000 | No tiene           |
| Club Fundación Gastón                             | Resistencia  | 07/06/2007 | No tiene           |
| Litoral Fútbol Club                               | Resistencia  | 10/02/2015 | No tiene           |
| Club Deportivo Rafael Fontana                     | Fontana      | 22/11/2016 | No tiene           |

### Clubes desafiliados y/o desaparecidos
| Equipo                                          | Ciudad       | Fundación  | Desaparición |
| ----------------------------------------------- | ------------ | ---------- | ------------ |
| Club Deportivo y Cultural Argentino del Norte   | Resistencia  | 07/08/1960 | 2004         |
| Club de Amigos 25 de Agosto                     | Resistencia  | 11/05/2006 | 2024         |
| Club Deportivo 12 de Junio                      | Resistencia  | 23/02/2009 | 2010         |
| Club Deportivo y Cultural El Dorado             | Resistencia  | 30/07/1955 | 1991         |
| Club Deportivo Los Andes                        | Barranqueras | 22/11/1962 | 1993         |
| Nova Fútbol Club                                | Resistencia  | 18/02/2008 | 2015         |
| Román Fútbol Club                               | Resistencia  | 12/12/2012 | 2018         |
| Club Social y Deportivo Unión de Villa Perrando | Resistencia  | 05/11/1948 | 1999         |

## Sistema de Ascensos y Descensos

### Ascensos a Primera A (2025)
El torneo de la Primera B entregará un ascenso directo a Primera A. Jugarán todos contra todos a una sola rueda, donde el que termine primero sale campeón y logrará el único ascenso directo a Primera A, y el segundo jugará una promoción con un equipo de la Primera A. Luego se juega un Reducido entre los equipos ubicados del 3.º al 18.º lugar, haciendo un total de 16 equipos, donde al cabo de 4 fases de eliminación directa a partido único, el ganador del mismo clasificará a la segunda de las 2 promociones con equipos de la Primera A.

### Descensos a Primera B (2025)
El 22.º promedio descenderá a la Primera B. Se toman en cuenta las temporadas 2023, 2024 y 2025. También habrá dos promociones que jugarán los 20.º y 21.º promedios contra equipos de la Primera B (el subcampeón y el ganador del Reducido).

## Clásicos
Se denomina "clásico" al partido que enfrenta a dos equipos cuyas rivalidades entre hinchas perduran en el tiempo, principalmente por vivir en el mismo barrio o zona geográfica pero también por cuestiones que van desde el orgullo de ser "el más grande". A continuación se listan los clásicos que suelen o solían ser disputados:
- CLÁSICO CHAQUEÑO: Chaco For Ever vs Sarmiento.[5]
- Clásico Portuario: Don Orione vs Defensores de Vilelas
- Clásico de las Vías: Central Norte Argentino vs Regional[6][7]
- Clásico del Sur: Resistencia Central vs Regional
- Clásico Taninero: Independiente Tirol  vs Fontana.[8][9]
- Clásico del Este: Estudiantes vs San Fernando
- Clásico del Oeste: Fontana vs Vélez Sarsfield Libertad
- Clásico de Puerto Tirol: Independiente vs Juventud.[10][11]
- Clásico Estudiantil: Club de la Universidad del Nordeste vs Nacional José María Paz (se enfrentan los clubes con origen en la universidad más popular de Resistencia y el colegio secundario más popular)
- Clásico de los Colegios: Club Nacional José María Paz vs Centauro Fútbol Club (el primero formado por estudiantes del Colegio Nacional de Resistencia, y el segundo por estudiantes de la Escuela Normal Sarmiento)
- Clásico de los funcionarios: Municipales vs Bancarios Resistencia
- Clásico Pueblerino (Colonia Benítez vs Margarita Belén): Central Benítez vs San Martín (Margarita Belén)
- Clásico de Margarita Belén: San Martín vs Municipal
- Parque Patricios vs Club de Amigos 25 de Agosto (Clásico barrial)
- Deportivo Güiraldes vs Tiro Fútbol Club (Clásico barrial)

### Otros clásicos
- Chaco For Ever vs Don Orione
- Sarmiento vs Don Orione
- Chaco For Ever vs Villa Alvear
- Sarmiento vs Villa Alvear
- Don Orione vs Villa Alvear

## Historial de campeones de Primera A

### Por listado
| Edición       | Campeón                                  |
| ------------- | ---------------------------------------- |
| 1925          | Sarmiento                                |
| 1926          | Chaco For Ever                           |
| 1927          | Chaco For Ever                           |
| 1928          | Chaco For Ever                           |
| 1929          | Chaco For Ever                           |
| 1930          | Chaco For Ever                           |
| 1931          | Chaco For Ever                           |
| 1932          | Chaco For Ever                           |
| 1933          | Sarmiento                                |
| 1934          | Sarmiento                                |
| 1935          | Chaco For Ever                           |
| 1936          | Sarmiento                                |
| 1937          | Sarmiento                                |
| 1938          | Sarmiento                                |
| 1939          | Regional                                 |
| 1940          | Independiente Tirol                      |
| 1941          | Sarmiento                                |
| 1942          | Sarmiento                                |
| 1943          | Regional                                 |
| 1944          | Sarmiento                                |
| 1945          | Sarmiento                                |
| 1946          | Regional                                 |
| 1947          | Sarmiento                                |
| 1948          | Chaco For Ever                           |
| 1949          | Chaco For Ever                           |
| 1950          | Chaco For Ever                           |
| 1951          | Chaco For Ever                           |
| 1952          | Sarmiento                                |
| 1953          | Sarmiento                                |
| 1954          | Sarmiento                                |
| 1955          | Sarmiento                                |
| 1956          | Sarmiento                                |
| 1957          | Sarmiento                                |
| 1958          | Sarmiento                                |
| 1959          | Don Orione                               |
| 1960          | Sarmiento                                |
| 1961          | Sarmiento                                |
| 1962          | Chaco For Ever                           |
| 1963          | Central Norte Argentino                  |
| 1964          | Vélez Sarsfield Libertad                 |
| 1965          | Independiente Tirol                      |
| 1966          | Chaco For Ever                           |
| 1967          | Sarmiento                                |
| 1968          | Chaco For Ever                           |
| 1969          | Fontana                                  |
| 1970          | Don Orione                               |
| 1971          | Chaco For Ever                           |
| 1972          | Sarmiento                                |
| 1973          | Don Orione                               |
| 1974          | Independiente Tirol                      |
| 1975          | Sarmiento                                |
| 1976          | Chaco For Ever                           |
| 1977          | Sarmiento                                |
| 1978          | Chaco For Ever                           |
| 1979          | Chaco For Ever                           |
| 1980          | Don Orione                               |
| 1981          | Chaco For Ever                           |
| 1982          | Don Orione                               |
| 1983          | Chaco For Ever                           |
| 1984          | Chaco For Ever                           |
| 1985          | Chaco For Ever                           |
| 1986          | Sarmiento                                |
| 1987          | Don Orione                               |
| 1988          | Central Norte Argentino                  |
| 1989          | San Fernando                             |
| 1990          | Villa Alvear                             |
| 1991          | Independiente Tirol                      |
| 1992          | Regional                                 |
| 1993          | Regional                                 |
| 1994          | Sarmiento                                |
| Apertura 1995 | Regional                                 |
| Clausura 1995 | Don Orione                               |
| Oficial 1995  | Don Orione                               |
| Apertura 1996 | Estudiantes                              |
| Clausura 1996 | Don Orione                               |
| Oficial 1996  | Don Orione                               |
| Apertura 1997 | Central Norte Argentino                  |
| Clausura 1997 | Fontana                                  |
| Oficial 1997  | Fontana                                  |
| 1998          | Sarmiento                                |
| Apertura 1999 | Sarmiento                                |
| Clausura 1999 | Sarmiento                                |
| Oficial 1999  | Sarmiento                                |
| Apertura 2000 | Chaco For Ever                           |
| Clausura 2000 | Estudiantes                              |
| Oficial 2000  | Chaco For Ever                           |
| Apertura 2001 | Chaco For Ever                           |
| Clausura 2001 | Don Orione                               |
| Apertura 2002 | Chaco For Ever                           |
| Clausura 2002 | Sarmiento                                |
| Oficial 2002  | Chaco For Ever                           |
| Apertura 2003 | Chaco For Ever                           |
| Clausura 2003 | Sarmiento                                |
| Oficial 2003  | Chaco For Ever                           |
| Apertura 2004 | Chaco For Ever                           |
| Clausura 2004 | Chaco For Ever                           |
| Oficial 2004  | Chaco For Ever                           |
| Apertura 2005 | Municipales                              |
| Clausura 2005 | Independiente Tirol                      |
| Oficial 2005  | Independiente Tirol                      |
| Apertura 2006 | Don Orione                               |
| Clausura 2006 | Don Orione                               |
| Oficial 2006  | Don Orione                               |
| Apertura 2007 | Central Norte Argentino                  |
| Clausura 2007 | Sarmiento                                |
| Oficial 2007  | Central Norte Argentino                  |
| Apertura 2008 | San Martín (Margarita Belén)             |
| Clausura 2008 | Villa Alvear                             |
| Oficial 2008  | San Martín (Margarita Belén)             |
| Apertura 2009 | Don Orione                               |
| Clausura 2009 | Resistencia Central                      |
| Oficial 2009  | Resistencia Central                      |
| Apertura 2010 | Regional                                 |
| Clausura 2010 | Resistencia Central                      |
| Oficial 2010  | Resistencia Central                      |
| Apertura 2011 | CUNE                                     |
| Clausura 2011 | Villa Alvear                             |
| Oficial 2011  | CUNE                                     |
| Apertura 2012 | Resistencia Central                      |
| Clausura 2012 | San Martín (Margarita Belén)             |
| Oficial 2012  | Resistencia Central                      |
| Apertura 2013 | Don Orione                               |
| Clausura 2013 | Villa Alvear                             |
| Oficial 2013  | Don Orione                               |
| 2014          | Don Orione                               |
| 2015          | Resistencia Central                      |
| 2016          | Sarmiento                                |
| 2017          | Estudiantes                              |
| 2018          | Estudiantes                              |
| 2019          | Fontana                                  |
| 2020          | sin competencia por pandemia de COVID-19 |
| Apertura 2021 | Villa Alvear                             |
| Clausura 2021 | Fontana                                  |
| Apertura 2022 | Regional                                 |
| Clausura 2022 | Juventud (Puerto Tirol)                  |
| Oficial 2022  | Juventud (Puerto Tirol)                  |
| Apertura 2023 | Sarmiento                                |
| Clausura 2023 | Fontana                                  |
| Oficial 2023  | Sarmiento                                |
| Apertura 2024 | Defensores de Vilelas                    |
| Clausura 2024 | Fontana                                  |
| Oficial 2024  | Defensores de Vilelas                    |

### Por cantidad de títulos
| Equipo                       | Títulos | Torneos |
| ---------------------------- | ------- | --- |
| Sarmiento                    | 36      | 1925, 1933, 1934, 1936, 1937, 1938, 1941, 1942, 1944, 1945, 1947, 1952, 1953, 1954, 1955, 1956, 1957, 1958, 1960, 1961, 1967, 1972, 1975, 1977, 1986, 1994, 1998, Apertura 1999, Clausura 1999, Oficial 1999, Clausura 2002, Clausura 2003, Clausura 2007, 2016, Apertura 2023, Oficial 2023 |
| Chaco For Ever               | 33      | 1926, 1927, 1928, 1929, 1930, 1931, 1932, 1935, 1948, 1949, 1950, 1951, 1962, 1966, 1968, 1971, 1976, 1978, 1979, 1981, 1983, 1984, 1985, Apertura 2000, Oficial 2000, Apertura 2001, Apertura 2002, Oficial 2002, Apertura 2003, Oficial 2003, Apertura 2004, Clausura 2004, Oficial 2004   |
| Don Orione                   | 18      | 1959, 1970, 1973, 1980, 1982, 1987, Clausura 1995, Oficial 1995, Clausura 1996, Oficial 1996, Clausura 2001, Apertura 2006, Clausura 2006, Oficial 2006, Apertura 2009, Apertura 2013, Oficial 2013, 2014                                                                                    |
| Regional                     | 8       | 1939, 1943, 1946, 1992, 1993, Apertura 1995, Apertura 2010, Apertura 2022 |
| Resistencia Central          | 7       | Clausura 2009, Oficial 2009, Clausura 2010, Oficial 2010, Apertura 2012, Oficial 2012, 2015 |
| Fontana                      | 7       | 1969, Clausura 1997, Oficial 1997, 2019, Clausura 2021, Clausura 2023, Clausura 2024 |
| Independiente Tirol          | 6       | 1940, 1965, 1974, 1991, Clausura 2005, Oficial 2005 |
| Central Norte Argentino      | 5       | 1963, 1988, Apertura 1997, Apertura 2007, Oficial 2007 |
| Villa Alvear                 | 5       | 1990, Clausura 2008, Clausura 2011, Clausura 2013, Apertura 2021 |
| Estudiantes                  | 4       | Apertura 1996, Clausura 2000, 2017, 2018 |
| San Martín (Margarita Belén) | 3       | Apertura 2008, Oficial 2008, Clausura 2012 |
| CUNE                         | 2       | Apertura 2011, Oficial 2011 |
| Juventud (Puerto Tirol)      | 2       | Clausura 2022, Oficial 2022 |
| Defensores de Vilelas        | 2       | Apertura 2024, Oficial 2024 |
| Vélez Sarsfield Libertad     | 1       | 1964 |
| San Fernando                 | 1       | 1989 |
| Municipales                  | 1       | Apertura 2005 |

### Títulos de la selección

#### Seleccionado masculino
- Campeonato Argentino Interligas: 1 (1968)[20]

#### Seleccionado femenino
- Campeonato Nacional de Fútbol Femenino de Selecciones de Ligas: 1 (2019)[21][22]

## Historial de campeones de Primera B

### Por listado
| Edición | Campeón                                                | Otros ascensos                                                                    |
| ------- | ------------------------------------------------------ | --------------------------------------------------------------------------------- |
| 1932    | Athletic Colonia                                       | -                                                                                 |
| 1934    | Delicia                                                | -                                                                                 |
| 1935    | Regional                                               | -                                                                                 |
| 1936    | Independiente Tirol                                    | Central Norte Argentino                                                           |
| 1937    | no hubo ascenso                                        | no hubo ascenso                                                                   |
| 1938    | Estudiantes                                            | -                                                                                 |
| 1939    | no hubo ascenso                                        | no hubo ascenso                                                                   |
| 1940    | no hubo ascenso                                        | no hubo ascenso                                                                   |
| 1941    | Vélez Sarsfield Libertad                               | -                                                                                 |
| 1942    | no hubo ascenso                                        | no hubo ascenso                                                                   |
| 1943    | no hubo ascenso                                        | no hubo ascenso                                                                   |
| 1944    | no hubo ascenso                                        | no hubo ascenso                                                                   |
| 1945    | no hubo ascenso                                        | no hubo ascenso                                                                   |
| 1946    | San Fernando                                           | -                                                                                 |
| 1947    | Don Orione                                             | -                                                                                 |
| 1948    | San Fernando                                           | -                                                                                 |
| 1949    | Resistencia Central                                    | -                                                                                 |
| 1950    | Fontana                                                | -                                                                                 |
| 1951    | Central Norte Argentino                                | -                                                                                 |
| 1952    | Vélez Sarsfield Libertad                               | -                                                                                 |
| 1953    | Fontana                                                | -                                                                                 |
| 1954    | Villa Alvear                                           | -                                                                                 |
| 1955    | San Fernando                                           | -                                                                                 |
| 1956    | Vélez Sarsfield Libertad                               | -                                                                                 |
| 1957    | Independiente Tirol                                    | -                                                                                 |
| 1958    | Villa Alvear                                           | -                                                                                 |
| 1959    | Vélez Sarsfield Libertad                               | -                                                                                 |
| 1960    | San Fernando                                           | -                                                                                 |
| 1961    | Vélez Sarsfield Libertad                               | -                                                                                 |
| 1962    | Independiente Tirol                                    | -                                                                                 |
| 1963    | Fontana                                                | -                                                                                 |
| 1964    | Bancarios Resistencia                                  | -                                                                                 |
| 1965    | Estudiantes                                            | -                                                                                 |
| 1966    | Villa Alvear                                           | -                                                                                 |
| 1967    | Estudiantes                                            | -                                                                                 |
| 1968    | Resistencia Central                                    | -                                                                                 |
| 1969    | Regional                                               | -                                                                                 |
| 1970    | Villa Alvear                                           | -                                                                                 |
| 1971    | Resistencia Central                                    | -                                                                                 |
| 1972    | Bancarios Resistencia                                  | -                                                                                 |
| 1973    | San Fernando                                           | -                                                                                 |
| 1974    | Los Andes                                              | -                                                                                 |
| 1975    | Municipales                                            | -                                                                                 |
| 1976    | Fontana                                                | -                                                                                 |
| 1977    | Vélez Sarsfield Libertad                               | -                                                                                 |
| 1978    | Los Andes                                              | -                                                                                 |
| 1979    | El Dorado                                              | -                                                                                 |
| 1980    | Estudiantes                                            | -                                                                                 |
| 1981    | San Fernando                                           | -                                                                                 |
| 1982    | Municipales                                            | -                                                                                 |
| 1983    | YPF General Mosconi                                    | -                                                                                 |
| 1984    | Fontana                                                | -                                                                                 |
| 1985    | Independiente Tirol                                    | -                                                                                 |
| 1986    | Bancarios Resistencia                                  | YPF General Mosconi (promoción)                                                   |
| 1987    | Fontana                                                | -                                                                                 |
| 1988    | San Fernando                                           | -                                                                                 |
| 1989    | Independiente Tirol                                    | -                                                                                 |
| 1990    | Defensores de Vilelas                                  | -                                                                                 |
| 1991    | Municipales                                            | Vélez Sarsfield Libertad/Don Orione                                               |
| 1992    | Juventud (Puerto Tirol)                                | Fontana (promoción)                                                               |
| 1993    | Bancarios Resistencia                                  | -                                                                                 |
| 1994    | Resistencia Central                                    | -                                                                                 |
| 1995    | San Martín de La Liguria                               | -                                                                                 |
| 1996    | Central Norte Argentino                                | Defensores de Vilelas (promoción)                                                 |
| 1997    | Villa Alvear                                           | Deportivo Itatí                                                                   |
| 1998    | Independiente Tirol                                    | Municipales (permanencia)                                                         |
| 1999    | Chaco Por Siempre                                      | Resistencia Central (promoción)                                                   |
| 2000    | Villa Alvear                                           | Juventud (Puerto Tirol)                                                           |
| 2001    | Fontana                                                | -                                                                                 |
| 2002    | Independiente Tirol                                    | -                                                                                 |
| 2003    | CUNE                                                   | Fontana (1.º Promocional 2004)/Villa Alvear (2.º Promocional 2004)                |
| 2004    | Defensores de Vilelas                                  | Deportivo Itatí (promoción)                                                       |
| 2005    | Estudiantes                                            | Bancarios Resistencia (promoción)                                                 |
| 2006    | Canallas del Sur                                       | -                                                                                 |
| 2007    | San Martín (Margarita Belén)                           | Nacional José María Paz (promoción)                                               |
| 2008    | Vélez Sarsfield Libertad                               | Canallas del Sur (promoción)                                                      |
| 2009    | Independiente Tirol                                    | -                                                                                 |
| 2010    | Municipales                                            | Parque Patricios/Deportivo Luján                                                  |
| 2011    | SAMEEP                                                 | -                                                                                 |
| 2012    | Parque Patricios                                       | San Fernando (promoción)                                                          |
| 2013    | Bariloche FC                                           | Estudiantes/Chaco Hebrón/Deportivo Güiraldes/Defensores de Vilelas/Club de Amigos |
| 2014    | Independiente Tirol                                    | Deportivo Itatí/Chaco FC (promoción)                                              |
| 2015    | Escuela Municipal de Fontana (Zona A)/Tiro FC (Zona B) | Bancarios Resistencia (promoción)                                                 |
| 2016    | Deportivo Zona Sur                                     | Deportivo Luján/Deportivo Policiales (promoción)                                  |
| 2017    | Bancarios Resistencia                                  | Tiro FC                                                                           |
| 2018    | Regional                                               | SAMEEP                                                                            |
| 2019    | Deportivo Güiraldes (Zona A)/Barberán (Zona B)         | San Martín (Margarita Belén)/San Fernando                                         |
| 2020    | sin competencia por pandemia de COVID-19               | sin competencia por pandemia de COVID-19                                          |
| 2021    | Nacional José María Paz                                | Tiro FC                                                                           |
| 2022    | Central Benítez                                        | Deportivo Policiales                                                              |
| 2023    | Deportivo Itatí                                        | Deportivo Zona Sur/Municipal (Margarita Belén) (promoción)                        |
| 2024    | Deportivo Luján                                        | Independiente Tirol/Tiro FC                                                       |

## Fútbol Femenino
Desde 2002, la entidad liguista organiza los torneos de Primera División Femenina, en los cuales con el correr de los años fueron creciendo la cantidad de equipos participantes. De 2002 a 2007 se hacían todos los años, luego desde 2008 a 2014 no se realizaron, y a partir de 2015 se volvieron a disputar dichos torneos de forma ininterrumpida hasta la actualidad, con la excepción de 2020 debido a la pandemia de COVID-19. Desde 2023, la competencia se divide en dos categorías: Primera A y Primera B, tal como ocurre en el fútbol masculino. En 2025 se vuelve a una sola categoría unificada.

### Equipos participantes (2025)
| Equipo                                  | Ciudad         | Fundación  | Estadio                                | Capacidad |
| --------------------------------------- | -------------- | ---------- | -------------------------------------- | --------- |
| Club Atlético Atlas del Sur             | Resistencia    | 10/06/2010 | C.A. Atlas del Sur                     | 500       |
| Bariloche Fútbol Club                   | Resistencia    | 29/03/2006 | No tiene                               | -         |
| Club Barrio Parque Independencia        | Resistencia    | 10/05/1970 | No tiene                               | -         |
| Club Atlético Chaco For Ever            | Resistencia    | 27/07/1913 | Juan Alberto García                    | 25.000    |
| Asociación Civil Deportiva Chaco Hebrón | Resistencia    | 23/11/2010 | A.C.D. Chaco Hebrón                    | 1.000     |
| Club Empleados de Comercio Resistencia  | Resistencia    | 17/10/2016 | Club Empleados de Comercio Resistencia | 500       |
| Club Atlético Defensores de Vilelas     | Puerto Vilelas | 14/11/1952 | Pedro "Poroto" Álvarez                 | 1.300     |
| Club Deportivo Anunciación              | Fontana        | 25/11/2019 | No tiene                               | -         |
| Club Deportivo Luján                    | Resistencia    | 08/01/2008 | Claudio Jeremías Echeverri             | 1.000     |
| Don Orione Atletic Club                 | Barranqueras   | 02/06/1946 | Dr. Pedro Biolchi                      | 6.000     |
| Club Atlético Independiente Tirol       | Puerto Tirol   | 30/09/1928 | C.A. Independiente Tirol               | 2.000     |
| Club Atlético Regional                  | Resistencia    | 12/10/1933 | C.A. Regional                          | 2.000     |
| Club Atlético San Fernando              | Resistencia    | 15/06/1943 | C.A. San Fernando                      | 2.000     |
| Club Atlético Sarmiento                 | Resistencia    | 24/09/1910 | Centenario                             | 25.000    |
| Club Unión del Sur                      | Resistencia    | 16/10/2019 | C. Unión del Sur                       | 500       |
| Club Atlético Vélez Sarsfield Libertad  | Resistencia    | 14/07/1945 | C.A. Vélez Sarsfield Libertad          | 1.500     |
| Club Atlético Villa Alvear              | Resistencia    | 23/01/1941 | Eleuterio "Coco" Lucas                 | 2.000     |

### Historial de campeonas
| Edición             | Campeón                                  |
| ------------------- | ---------------------------------------- |
| Apertura 2002       | Chaco For Ever                           |
| Clausura 2002       | Villa Alvear                             |
| Oficial 2002        | Chaco For Ever                           |
| Apertura 2003       | Villa Alvear                             |
| Clausura 2003       | Chaco For Ever                           |
| Oficial 2003        | Chaco For Ever                           |
| 2004                | Villa Alvear                             |
| 2005                | Villa Alvear                             |
| 2006                | Villa Alvear                             |
| Apertura 2007       | Villa Alvear                             |
| Clausura 2007       | Villa Alvear                             |
| Oficial 2007        | Villa Alvear                             |
| 2008-2014           | sin competencia                          |
| 2015                | Tiro FC                                  |
| 2016                | Estudiantes                              |
| 2017                | Club de Amigos                           |
| Oficial 2018        | Club de Amigos                           |
| Complementario 2018 | Regional                                 |
| 2019                | Chaco For Ever                           |
| 2020                | sin competencia por pandemia de COVID-19 |
| 2021                | Villa Alvear                             |
| Apertura 2022       | Villa Alvear                             |
| Clausura 2022       | San Fernando                             |
| Oficial 2022        | Villa Alvear                             |
| Apertura 2023       | Villa Alvear                             |
| Clausura 2023       | Villa Alvear                             |
| Oficial 2023        | Villa Alvear                             |
| Apertura 2024       | Sarmiento                                |
| Clausura 2024       | Villa Alvear                             |
| Oficial 2024        | Villa Alvear                             |

### Páginas web deportivas
- Entretiempo - La Voz de la Cancha, noticias sobre actualidad del fútbol chaqueño
- Sport Chaco - TODAS LAS DISCIPLINAS AL INSTANTE, noticias sobre actualidad del deporte chaqueño y nacional
- Organización LIGA CHAQUEÑA de FÚTBOL, página de carga de datos de partidos oficiales de todas las categorías de la Liga Chaqueña de Fútbol
- OFFSIDE - Un programa para gente adelantada, página sobre actualidad del fútbol chaqueño
- Tu Fútbol - Liga Chaqueña, página sobre actualidad de los torneos y equipos de la Liga Chaqueña de Fútbol
- Tribuna Diez, Página con noticias actualizadas sobre la Liga Chaqueña de Fútbol y el fútbol local.

### Páginas web de clubes
- C.A. Chaco For Ever (Página Oficial), página de Facebook oficial de Chaco For Ever
- Club Atlético Sarmiento (Página Oficial), página de Facebook oficial de Sarmiento

- Datos: Q9022358